# 孫紀雲
孫紀雲，山東曆城（今济南市历城区）人，清朝政治人物，進士出身。
同治四年，登進士。光緒九年六月，調補授山西平陽府知府。